# Anna Samuil
Anna Samuil (russisch Анна Александровна Самуил; * 1976 in Perm, Sowjetunion) ist eine russische Opern- und Konzertsängerin (Sopran). Sie ist die Schwester der Violinistin Tatiana Samouil und verheiratet mit dem Pianisten Matthias Samuil.

## Leben

### Ausbildung und Wettbewerbe
Anna Samuil studierte sowohl Violine als auch Gesang am Moskauer Tschaikovsky-Konservatorium und schloss im Jahr 2003 das Konzertexamen in der Gesangsklasse von Irina Archipowa mit Auszeichnung ab.
Bereits während ihres Studiums war sie Preisträgerin bedeutender internationaler Wettbewerbe.
- 2000 · Concorso internazionale Franco Corelli in Ancona / Italien · (3. Preis)
- 2001 · Internationaler Gesangswettbewerb Neue Stimmen in Gütersloh / Deutschland · (3. Preis)
- 2001 · Internationaler Gesangswettbewerb Klaudia Taev in Pärnu / Estland · (1. Preis)
- 2001 · XIX. Internationaler Glinka-Gesangswettbewerb in Tscheljabinsk / Russland · (1. Preis)
- 2002 · XII. Internationaler Tschaikowski-Wettbewerb in Moskau / Russland · (3. Preis)
- 2003 · Siegprämie der „Irina-Arkhipova-Foundation“ in Moskau / Russland
- 2004 · Concorso Riccardo Zandonai in Riva del Garda / Italien · (1. Preis)

### Engagements
Ihr Operndebüt feierte Anna Samuil in der Rolle der Schwanenprinzessin (Das Märchen vom Zaren Saltan) am Moskauer Stanislawski-Operntheater, an dem sie nachfolgend von 2001 bis 2004 engagiert war.
In dieser Zeit trat sie zudem als Adele (Die Fledermaus), Königin von Schemacha (Der goldene Hahn), Violetta (La traviata) und Gilda (Rigoletto) auf.
An der Deutschen Staatsoper Unter den Linden in Berlin debütierte Anna Samuil im September 2003 als Violetta unter der Leitung von Generalmusikdirektor Daniel Barenboim und ist dort seit Beginn der Spielzeit 2004/05 als Solistin fest engagiert.
Seither war sie an diesem Haus u. a. als Donna Anna (Don Giovanni), Fiordiligi (Così fan tutte), Contessa (Le nozze di Figaro), Tatjana (Eugen Onegin), Mimì und Musetta (La Bohème), Violetta, Elisabetta (Don Carlo), Alice Ford (Falstaff), Adina (L’elisir d’amore), Micaëla (Carmen), Rosalinde (Die Fledermaus), Mařenka (Die verkaufte Braut), Miss Jessel (The Turn of the Screw), Elsa (Lohengrin), Eva (Die Meistersinger von Nürnberg), Freia (Das Rheingold) und Gutrune (Götterdämmerung) zu erleben.

### Internationale Karriere
Ihre internationale Karriere brachte sie innerhalb kurzer Zeit auf die bedeutenden Bühnen der Welt:
An die Mailänder Scala (Donna Anna, Freia und Gutrune), die  Metropolitan Opera New York (Musetta), die Staatsopern in München (Violetta, Donna Anna), Dresden (Mimì) und Hamburg (Adina, Fiordiligi, Donna Anna, Violetta), an die Opernhäuser in Valencia (Donna Anna), Lyon (Maria in Mazeppa), Tel Aviv und Tokio (Donna Anna, Rosalinde), Pittsburgh (Violetta, Tatjana), Baltimore (Mimì) und das Grand Théâtre Luxembourg (Violetta).
Als viel gefragter Gast bei internationalen Festivals feierte Anna Samuil große Erfolge bei den Salzburger Festspielen (Tatjana), in Aix-en-Provence und Edinburgh (Violetta und Maria), in Glyndebourne, Verbier und der Arena di Verona (Donna Anna) sowie beim Maggio Musicale Fiorentino (Verdis Messa da Requiem).

### Dirigenten und Regisseure
Eine umfangreiche Zusammenarbeit verbindet sie mit namhaften Dirigenten wie Daniel Barenboim, Zubin Mehta, Sir Neville Marriner, Lorin Maazel, Antonio Pappano, Plácido Domingo, Dmitrij Kitajenko, Kent Nagano, Manfred Honeck, Chung Myung-whun, Ivor Bolton, Kirill Petrenko, Vladimir Jurowski, Gustavo Dudamel, Dan Ettinger, Philippe Jordan, Asher Fisch, Andris Nelsons, Vasily Petrenko, Massimo Zanetti und Stefano Ranzani.
Zu den Regisseuren, die ihre Laufbahn begleiten, gehören Franco Zeffirelli, Peter Stein, Andrea Breth, Jonathan Miller, Bernard Uzan, Achim Freyer, Jonathan Kent, Claus Guth, Guy Cassiers, Lindy Hume oder Marthe Keller.

### Konzerttätigkeit
Orchesterkonzerte und Liederabende (mit den Pianisten Elena Bashkirova, Matthias Samuil und Semion Skigin) führten die russische Sängerin in die wichtigsten europäischen Musikzentren, beispielsweise an das Royal Opera House Covent Garden und zu den BBC Proms in London, in das Palais des Beaux-Arts Bruxelles und die Deutsche Oper am Rhein, in die Berliner Waldbühne und Kölner Philharmonie, ans Moskauer Bolschoi-Theater, in die Philharmonie am Gasteig München, ins Konzerthaus Berlin, zum Jerusalem Chamber Music Festival und dem Rheingau Musik Festival, in die Norske Opera Oslo, zu den Festivals in Bad Kissingen und Colmar und in das Richard-Wagner-Haus Bayreuth.
Darüber hinaus gab sie Konzerte in weiteren Städten wie Avignon, Bratislava, Dresden, Krakau, Lissabon, Moskau, Prag, Sankt Petersburg, Toulouse, Valladolid und Wien.

### BühnenpreisDaphne
In Anerkennung ihrer herausragenden sängerischen und darstellerischen Leistungen wurde Anna Samuil im Jahr 2008 mit dem Publikumspreis „Daphne“ der TheaterGemeinde Berlin geehrt.

### Aufnahme
Zahlreiche Aufnahmen dokumentieren ihre künstlerische Tätigkeit.
Auf CD und DVD erschienen bisher Eugen Onegin von den Salzburger Festspielen (Deutsche Grammophon), Don Giovanni aus Glyndebourne (EMI) und als Konzertmitschnitt aus Israel (Helicon), Das Rheingold und Götterdämmerung aus der Mailänder Scala (Arthaus) sowie Brittens War Requiem unter dem Dirigat Sir Neville Marriners und Beethovens 9. Sinfonie mit dem West-Eastern Divan Orchestra unter Daniel Barenboim (Decca). Anlässlich des Rimski-Korsakow-Jubiläums 2008 erschien die CD Angel and Demon mit Liedern und Duetten des russischen Komponisten.

## Repertoire

### Oper
| Komponist               | Oper                                                 | Partie                  |
| ----------------------- | ---------------------------------------------------- | ----------------------- |
| Georges Bizet           | Carmen                                               | Micaëla                 |
| Benjamin Britten        | The Turn of the Screw                                | Miss Jessel             |
| Gaetano Donizetti       | L’elisir d’amore                                     | Adina                   |
| Michail Glinka          | Ruslan i Lyudmila (Ruslan und Ljudmila)              | Lyudmila                |
| Wolfgang Amadeus Mozart | Le nozze di Figaro                                   | La Contessa di Almaviva |
| Wolfgang Amadeus Mozart | Don Giovanni                                         | Donna Anna              |
| Wolfgang Amadeus Mozart | Così fan tutte                                       | Fiordiligi              |
| Sergei Prokofjew        | Obrutscheniye v Monastyre (Die Verlobung im Kloster) | Louise                  |
| Giacomo Puccini         | La Bohème                                            | Mimì                    |
| Giacomo Puccini         | La Bohème                                            | Musetta                 |
| Nikolai Rimski-Korsakow | Skaska o zare Saltane (Das Märchen vom Zaren Saltan) | Schwanenprinzessin      |
| Nikolai Rimski-Korsakow | Zolotoy Petushok (Der goldene Hahn)                  | Königin von Schemacha   |
| Friedrich Smetana       | Die verkaufte Braut                                  | Mařenka                 |
| Johann Strauss (Sohn)   | Die Fledermaus                                       | Rosalinde               |
| Johann Strauss (Sohn)   | Die Fledermaus                                       | Adele                   |
| Peter Tschaikowski      | Eugen Onegin                                         | Tatjana                 |
| Peter Tschaikowski      | Mazepa                                               | Maria                   |
| Giuseppe Verdi          | La traviata                                          | Violetta                |
| Giuseppe Verdi          | Don Carlo                                            | Elisabetta              |
| Giuseppe Verdi          | Rigoletto                                            | Gilda                   |
| Giuseppe Verdi          | Falstaff                                             | Alice Ford              |
| Giuseppe Verdi          | I masnadieri                                         | Amalia                  |
| Richard Wagner          | Lohengrin                                            | Elsa                    |
| Richard Wagner          | Die Meistersinger von Nürnberg                       | Eva                     |
| Richard Wagner          | Das Rheingold                                        | Freia                   |
| Richard Wagner          | Götterdämmerung                                      | Gutrune · Dritte Norn   |
| Richard Wagner          | Parsifal                                             | Blumenmädchen           |

### Konzert
| Komponist                   | Werk                                                |
| --------------------------- | --------------------------------------------------- |
| Ludwig van Beethoven        | 9. Sinfonie d-Moll op. 125                          |
| Ludwig van Beethoven        | Christus am Ölberge op. 85                          |
| Ludwig van Beethoven        | Konzertarie Ah, perfido! op. 65                     |
| Benjamin Britten            | War Requiem op. 66                                  |
| Georg Friedrich Händel      | Messiah HWV 56                                      |
| Joseph Haydn                | Die sieben letzten Worte unseres Erlösers am Kreuze |
| Gustav Mahler               | 4. Sinfonie G-Dur                                   |
| Wolfgang Amadeus Mozart     | Exsultate, jubilate KV 165 (158a)                   |
| Wolfgang Amadeus Mozart     | Große Messe in c-Moll KV 427                        |
| Wolfgang Amadeus Mozart     | Requiem KV 626                                      |
| Giovanni Battista Pergolesi | Stabat Mater                                        |
| Sergei Prokofjew            | Hamlet op. 77                                       |
| Sergei Rachmaninow          | Die Glocken op. 35                                  |
| Gioachino Rossini           | Petite Messe solennelle                             |
| Gioachino Rossini           | Stabat mater                                        |
| Dmitri Schostakowitsch      | Sieben Romanzen nach Alexander Blok op. 127         |
| Richard Strauss             | Vier letzte Lieder                                  |
| Michael Tippett             | A Child of our Time                                 |
| Giuseppe Verdi              | Messa da Requiem                                    |

## Diskografie
- Mozart: Don Giovanni (CD) · Israel Philharmonie Orchestra / Zubin Mehta · (Helicon 2009)
- Beethoven für alle: Sinfonien Nr. 1–9 (CD) · West-Eastern Divan Orchestra / Daniel Barenboim · (Decca 2011)
- Tschaikowski: Eugen Onegin (DVD) · Salzburger Festspiele 2007 · (Deutsche Grammophon 2007)
- Angel and Demon (CD) · Lieder und Duette von Rimski-Korsakow · Anna Samuil (Sopran), Alfredo Daza (Bariton) und Matthias Samuil (Klavier) · (Michael Storrs Music)
- Wagner: Das Rheingold (DVD und Blu-ray Disc) · Teatro alla Scala · (Arthaus Musik 2010)
- Wagner: Götterdämmerung (DVD und Blu-ray Disc) · Teatro alla Scala · (Arthaus Musik 2013)
- Britten: War Requiem (CD) · Sir Neville Marriner (Dirigent) · Anna Samuil (Sopran), John Daszak (Tenor), Artur Ruciński (Bariton) · (Soliton 2009)
- 50 Jahre Großes Festspielhaus Salzburg (CD) · Tschaikowski: Eugen Onegin · (Deutsche Grammophon 2007)
- 25 Years Neue Stimmen (CD) · Anna Samuil, René Pape, Nathalie Stutzmann, Vesselina Kasarova, Michael Volle, Gustavo Dudamel · (2012)
- The Winners of the XIX International Glinka Vocal Competition Chelyabinsk, 2001 (CD)